# 高津戸峡

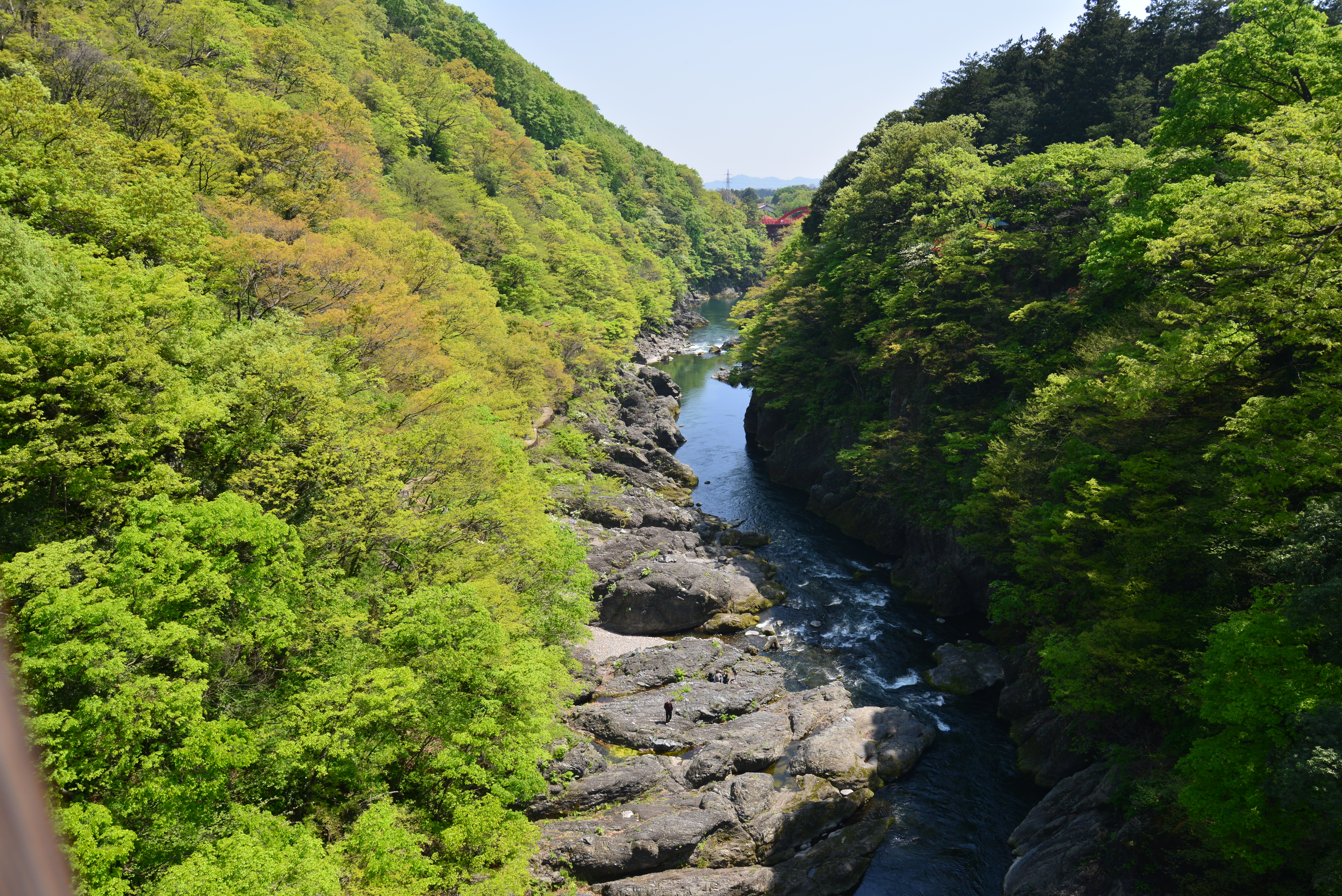
新緑の高津戸峡

高津戸峡（たかつどきょう）は、群馬県みどり市大間々町高津戸にある渓谷である。
足尾山地から流れ出る渡良瀬川の中流に位置する。群馬県北西部の吾妻渓谷とともに「関東の耶馬渓」と称される景勝地である。
伊勢が淵、はね滝、ポットホール、また近年になって名付けられたゴリラ岩、スケルトン岩などの奇勝が見られる。橋上から絶景を見おろす高津戸橋、高津戸峡のシンボルといえるはねたき橋などの橋が架かる。高津戸橋からはねたき橋にかけて遊歩道が整備されており、東毛地域を代表する新緑・紅葉の名所となっている。

## 交通
- わたらせ渓谷線 大間々駅より、徒歩約5分。
- 上毛線・東武桐生線 赤城駅より、徒歩約20分。